# Johannes Dantiscus

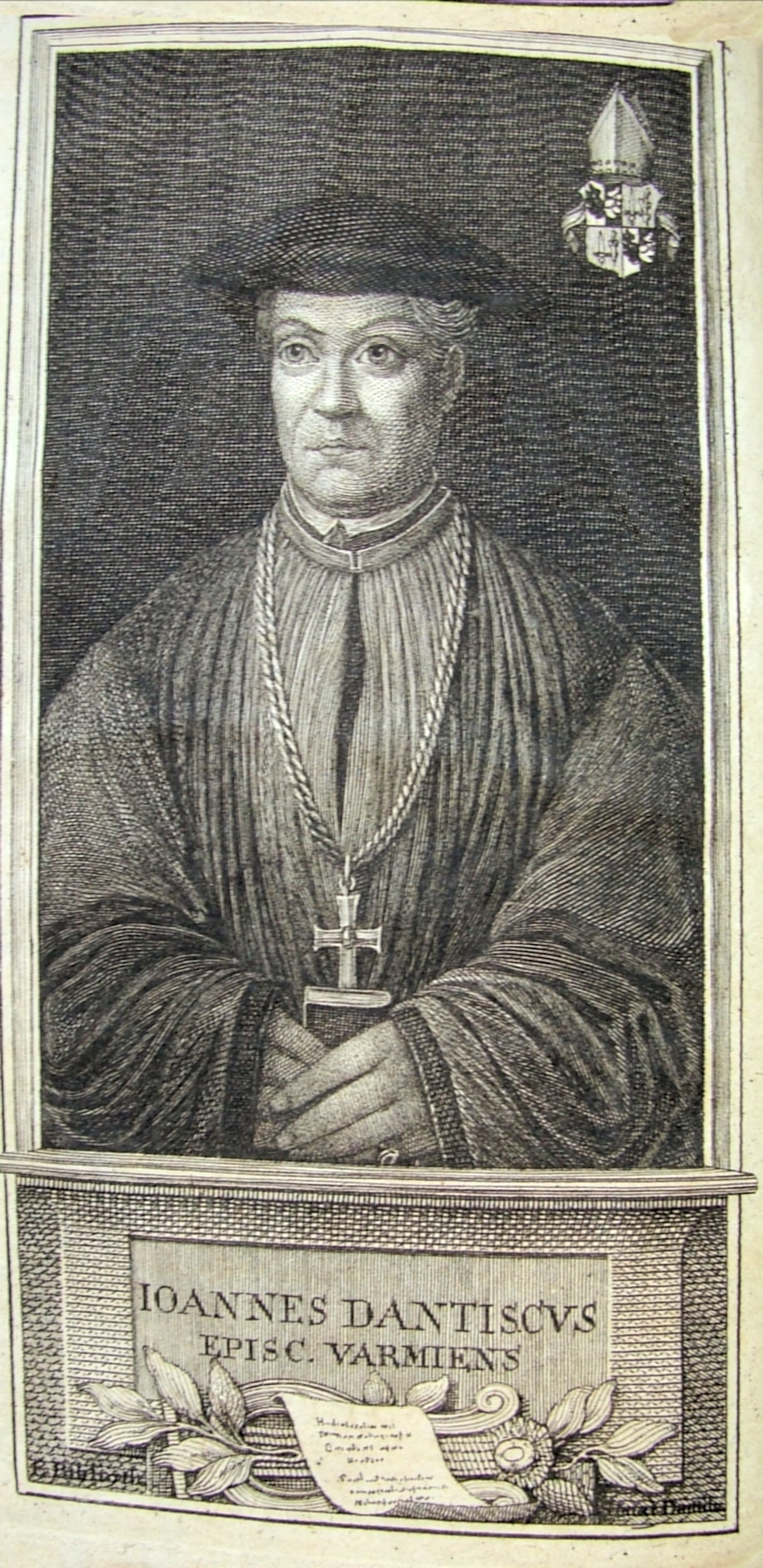
Johannes Dantiscus

Johannes Dantiscus (lat.: Danziger), auch Johannes a Curiis, oder deutsch Johannes von Höfen, Johannes Flachsbinder, polnisch Jan Dantyszek (* 1. Oktober 1485 in Danzig; † 27. Oktober 1548 in Heilsberg) war Bischof des Bistums Kulm und des Bistums Ermland, Diplomat und Dichter. Er wurde vom Kaiser in den Adelsstand erhoben.

## Leben
Johannes stammte aus einer Danziger Bierbrauer- und Händlerfamilie. Den Namen Flachsbinder trug er nach dem Beruf seines Großvaters. Er studierte in Greifswald und Krakau, lernte dort König Johann I. kennen und stieg über die königliche Kanzlei zum polnischen Gesandten am kaiserlichen und spanischen Hof auf. 1515 begleitete er Sigismund I. zum Wiener Fürstentag. 1530 wurde er zum Kulmer und 1538 zum Ermländischen Fürstbischof ernannt.
1539 erließ Johannes ein Scharfes Mandatum wider die Ketzerei, worin er seinen Diözesanen befahl, bei der katholischen Lehre zu bleiben, und das Lesen lutherischer Schriften mit schweren Strafen bedrohte. Nachdem er im selben Jahr in Elbing gegen den Pfarrer Ambrosius Feierabend eingegriffen hatte, der die Gegenwart Christi in der Eucharistie leugnete, folgte im Jahre 1540 ein weiteres Mandat gegen die Lutherei und eine Verordnung in Bezug auf den regelmäßigen Kirchenbesuch.
Durch seine Zeit als Gesandter lernte er zahlreiche Persönlichkeiten und Gelehrte in ganz Europa kennen. Von ihm ist ein umfangreicher Schriftverkehr von über 20.000 Briefen erhalten. Außerdem schrieb er Gedichte und verfasste eine Autobiografie Vita Joannis de Curiis Dantisci.

## Werke (Auswahl)
- Jonas propheta de interitu civitatis Gedanensis
- De nostrorum temporum calamitatibus silva
- Elegia amatoria bzw. Ad Grinaeam
- Vita Joannis de Curiis Dantisci
- Hymni aliquot ecclesiastici